# Liste der Erzbischöfe von Fermo
Die folgenden Personen waren Erzbischöfe von Fermo (Italien):
- Heiliger Alessandro (246–250)
- Heiliger Philipp I. (250–253)
- Giustus (erwähnt 502)
- Fabius (580–598)
- Passivus (598–602)
- Giovianus (649)
- Marcianus (erwähnt 675)
- Gualterius (erwähnt 776)
- Lupus (erwähnt 826)
- Giso (erwähnt 844)
- Eodicio (erwähnt '879)
- Amico (920–940)
- Gaidulfo (951–977)
- Uberto (996–1044)
- Ermanno (1047–1057)
- Udalrico (1057–1073 oder 1074)
- Pietro I. (erwähnt 1075)
  - Gualfarango (1076–1079) (illegitim)
- Ugo Candido (1083–1089)[1]
- Azzo I. (1089–1096)
- Grimoaldo (1097–?)
- Masio (1103–?)
- Azzo II. (1108–1119)
- Guldegando (circa 1120)
- Alessandro (1126–1127)
- Liberto (1128–1145)
- Balignano (1145–1167)
- Pietro II. (erwähnt 1170)
- Alberik (erwähnt 1174)
- Pietro III. (1179–1183)
- Presbitero (1184–1202)
- Adenulfo (1205–1213)
- Ugo (1214–1216)
- Pietro IV. (1216–1223)
- Rainaldo (1223–1227)
  - Alatrino (1228) (Apostolischer Administrator)
- Filippo II. (1229–1250)
- Gerardo (1250–1272)
- Filippo III. (1272-circa 1300)
- Alberico Visconti (1301–1314 oder 1315)
  - Amelio di Luatric (1317–1318) (Apostolischer Administrator)
- Francesco da Mogliano (circa 1318–1325)
  - Francesco de Silvestris (1328–1334) (Apostolischer Administrator)
  - Vitale da Urbino, O.F.M. (1328) (illegitim)
- Giacomo da Cingoli, O.P. (1334–1348)
- Bongiovanni (1349–1363) (auch Erzbischof von Patrasso)
- Alfonso di Tauro (1363–1370) (auch Bischof von Astorga)
- Niccolò Marciari (1370–1374) (auch Bischof von Città di Castello)
- Antonio de Vetulis (1374–1385)
- Angelo Pierleoni (1385–?)
- Antonio de Vetulis (1390–1405) (2. Mal)
  - Donadio di Narni (1405–1406) (Apostolischer Administrator)
  - Arcangelo Massi (1406–1406) (Apostolischer Administrator)
- Leonardo Fisici (1406)
- Giovanni I. (1408–1410 ?)
- Giovanni Bertoldi, O.F.M. (1412–1417) (auch Bischof von Fano)
  - Francesco Rustici (1412) (Gegenbischof)
  - Giovanni Firmoni (1412–1417) (Gegenbischof)
- Giovanni II. (1412–1413)
- Giovanni De Bertoldi, O.F.M. (?–1419)
- Giacomo Migliorati (1421–1425)
  - Kardinal Domenico Capranica (1425–1432) (Apostolischer Administrator)
- Bartolomeo Vinci (1432–1434)
  - Kardinal Domenico Capranica (1434–1458) (Apostolischer Administrator, 2. Mal)
- Nicola Capranica (1458–1473)
  - Kardinal Angelo Capranica (1473–1474) (Apostolischer Administrator)
- Girolamo Capranica (1474–1478)
- Giovanni Battista Capranica (1478–1484)
  - Kardinal Francesco Todeschini Piccolomini (1485–1494) (Apostolischer Administrator)
  - Agostino Piccolomini (1494–1496) (Apostolischer Administrator)
  - Kardinal Francesco Todeschini Piccolomini (1496–1503) (Apostolischer Administrator, 2. Mal)
- Kardinal Francisco de Remolins (1504–1518)
  - Kardinal Giovanni Salviati (1518–1521) (Apostolischer Administrator)
- Kardinal Niccolò Gaddi (1521–1544)
- Lorenzo Lenzi (1544–1571)
- Kardinal Felice Peretti Montalto, O.F.M. Conv. (1571–1577)
- Kardinal Domenico Pinelli (1577–1584)
- Sigismondo Zanettini (1584–1594)
- Kardinal Ottavio Bandini (1595–1606)
- Alesandro Strozzi (1606–1621)
- Pietro Dini (1621–1625)
- Giovanni Battista Rinuccini (1625–1653)
- Kardinal Carlo Gualterio (1654–1668)
- Giannotto Gualterio (1668–1683)
- Kardinal Gianfrancesco Ginetti (1684–1691)
  - Fabrizio Paolucci (1692–1695) (Apostolischer Administrator)
  - Opizio Pallavicini (1696–1696) (Apostolischer Administrator)
- Kardinal Baldassare Cenci (1697–1709)
- Girolamo Mattei (1712–1724)
- Alessandro Borgia (1724–1764)
- Kardinal Urbano Paracciani Rutili (1764–1777)
- Andrea Antonio Silverio Minucci (1779–1803)
- Cesare Kardinal Brancadoro (1803–1837)
- Gabriele Kardinal Ferretti (1837–1842)
- Filippo Kardinal de Angelis (1842–1877)
- Amilcare Kardinal Malagola (1877–1895)
- Roberto Papiri (1895–1906)
- Carlo Castelli (1906–1933)
- Ercole Attuoni (1933–1941)
- Norberto Perini (1941–1976)
- Cleto Bellucci (1976–1997)
- Benito Gennaro Franceschetti (1997–2005)
- Luigi Conti (2006–2017)
- Rocco Pennacchio (seit 2017)